# Gremio degli autoferrotranvieri
Il Gremio degli Autoferrotranvieri  è una Corporazione di Arti e Mestieri attiva a Sassari. È il Gremio più giovane della città e prende parte alla Discesa dei Candelieri dal 2021.

## Storia
Contrariamente a tutti gli altri Gremi di Sassari, quella degli Autoferrotranvieri è una corporazione che non si riferisce ad un mestiere praticato già nell'antichità, ma bensì ad una mansione che ha avuto origine e sviluppo successivamente alla rivoluzione industriale.
La storia del Gremio ha, dunque, origine nella Sassari novecentesca, in un periodo che, a cavallo dei due conflitti mondiali, ha visto nel centro turritano un grande sviluppo urbano, con la costruzione dei nuovi quartieri periferici. Le nuove propaggini urbane, congiuntamente al rinforzo della rete ferroviaria e alla scarsa diffusione della motorizzazione privata, contribuirono alla costituzione di un nuovo ceto sociale, quello degli autisti e tranvieri, che andò progressivamente a sostituire quello degli antichi trasportatori a trazione animale, che storicamente a Sassari erano rappresentati dai due Gremi dei Viandanti e dei Carradori.
Pur essendo rappresentativi di un mestiere caratterizzato da una spiccata tendenza alla modernità, gli Autoferrotranvieri vollero comunque congiungersi a quei sentimenti che nei secoli avevano spinto le altre maestranze a costituirsi Gremio, dotandosi di un atto costitutivo, di uno statuto e dedicando la costituita corporazione a un Santo Patrono.
Fu così che nel 1936 alcuni Autoferrotranvieri fondarono il primo nucleo dell'attuale Gremio degli Autoferrotranvieri, dedicandolo a San Cristoforo, di cui organizzarono la prima festa patronale nel 1938.
Lo scoppio della Seconda guerra mondiale, tuttavia, bloccò il processo di formazione del nuovo Gremio, il quale riprese con più forza al termine del conflitto. Fu così che il 14 settembre 1945 Francesco Fois e Giacomo Ibba, congiuntamente con altri 23 autoferrotranvieri della città di Sassari, costituirono il Gremio degli Autoferrotranvieri, il cui statuto fu pubblicato nel 1950.
Il neo-costituito Gremio si dotò delle insegne tipiche delle corporazioni sassaresi, con la grande Bandiera rossa, il simulacro di San Cristoforo e stabilì la propria sede in una cappella della Chiesa della Sacra Famiglia (Monache Cappuccine). 
Negli anni successivi si trasferirono presso la  Cattedrale di San Nicola, stabilendo la sede civile nel Palazzo Manca di Mores.

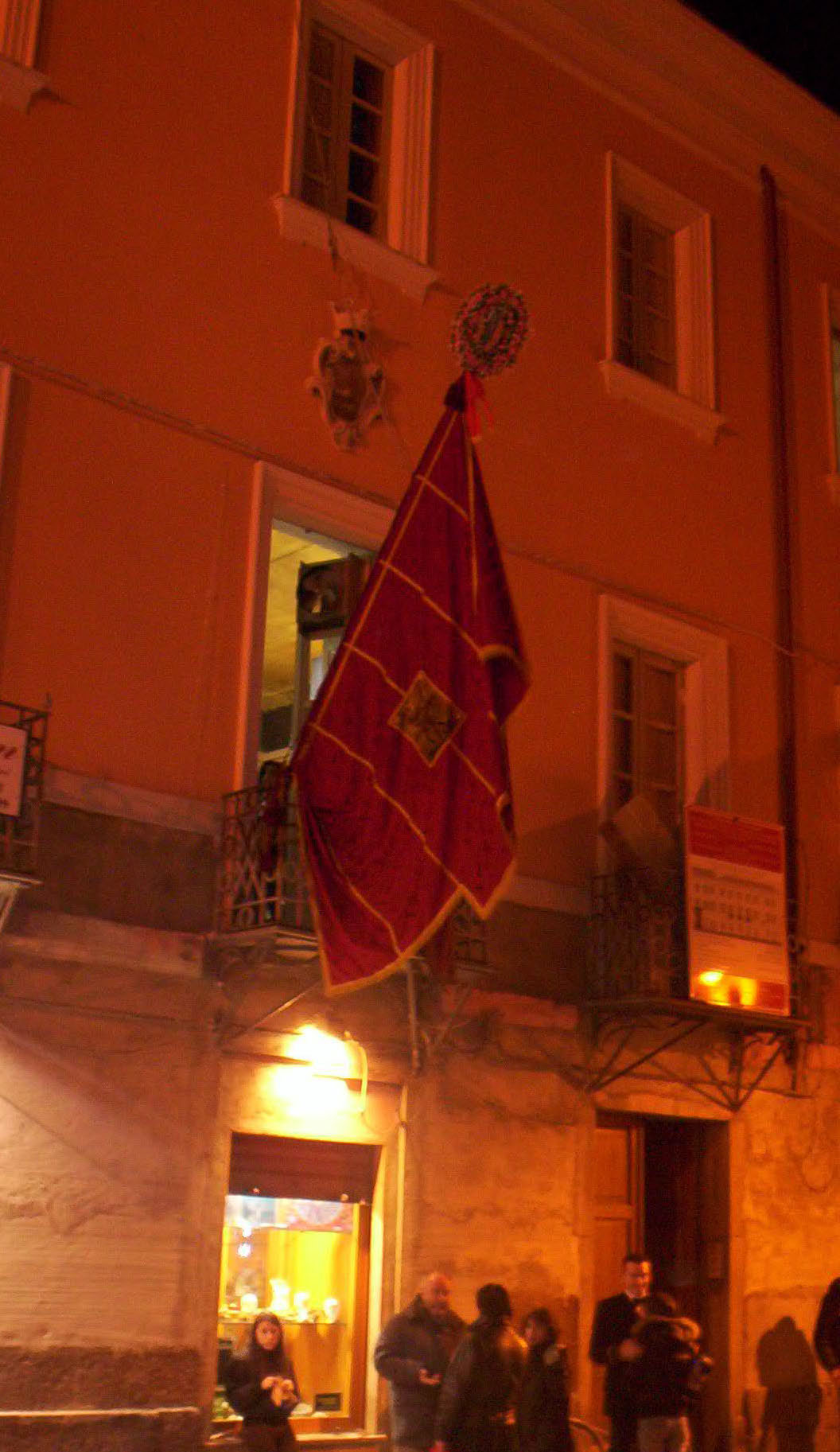
La Bandiera del Gremio esposta sul Palazzo Manca di Mores

Il rapporto con gli altri Gremi cittadini, inizialmente abbastanza freddo, è andato via via migliorando, complice il trasferimento presso la chiesa di Santa Maria di Betlem nel primo decennio del XXI secolo occupando la Cappella di San Giuseppe da Copertino (del 2007 è la benedizione del primo Candeliere del Gremio, il quale non ha mai preso parte alla Discesa del 14 agosto), giungendo infine all'ammissione nell'Intergremio "Città di Sassari" nel 2013.
Su proposta dell'arcivescovo di Sassari Gian Franco Saba, nel 2020, durante la Pandemia di COVID-19, si è aperto il percorso di ammissione del Gremio alla Discesa dei Candelieri, che, previa approvazione della Commissione Storica per la Faradda, si è concluso col voto favorevole del Consiglio Comunale il 29 luglio 2021. In tale anno il Gremio ha partecipato per la prima volta allo scioglimento del voto alla Vergine Assunta con la sola bandiera piccola, vista la norma transitoria che ne ammetteva la partecipazione col candeliere alla prima Discesa nelle forme ordinarie dopo il termine della pandemia.
Nel 2021 hanno realizzato il nuovo Candeliere, benedetto dal padre guardiano di Santa Maria, Salvatore Sanna, il 23 luglio 2022. Con tale candeliere hanno partecipato per la prima volta alla Discesa dei Candelieri il 14 agosto 2022. Nello stesso anno è stata realizzata e benedetta la nuova bandiera del gremio.

## Patrono
Il patrono del gremio è San Cristoforo, protettore di pellegrini, motoristi ferrovieri, tranvieri, automobilisti e viaggiatori.
Al Santo Martire è dedicata la Festa Grande della terza domenica di luglio, in cui, oltre alla Santa Messa con intregu della mattina, è tradizionale anche la processione serale alla presenza di tutti i Gremi della città. Il Santo Patrono viene tradizionalmente autotrasportato dal Fisco Maggiore per le vie della città su ruota.

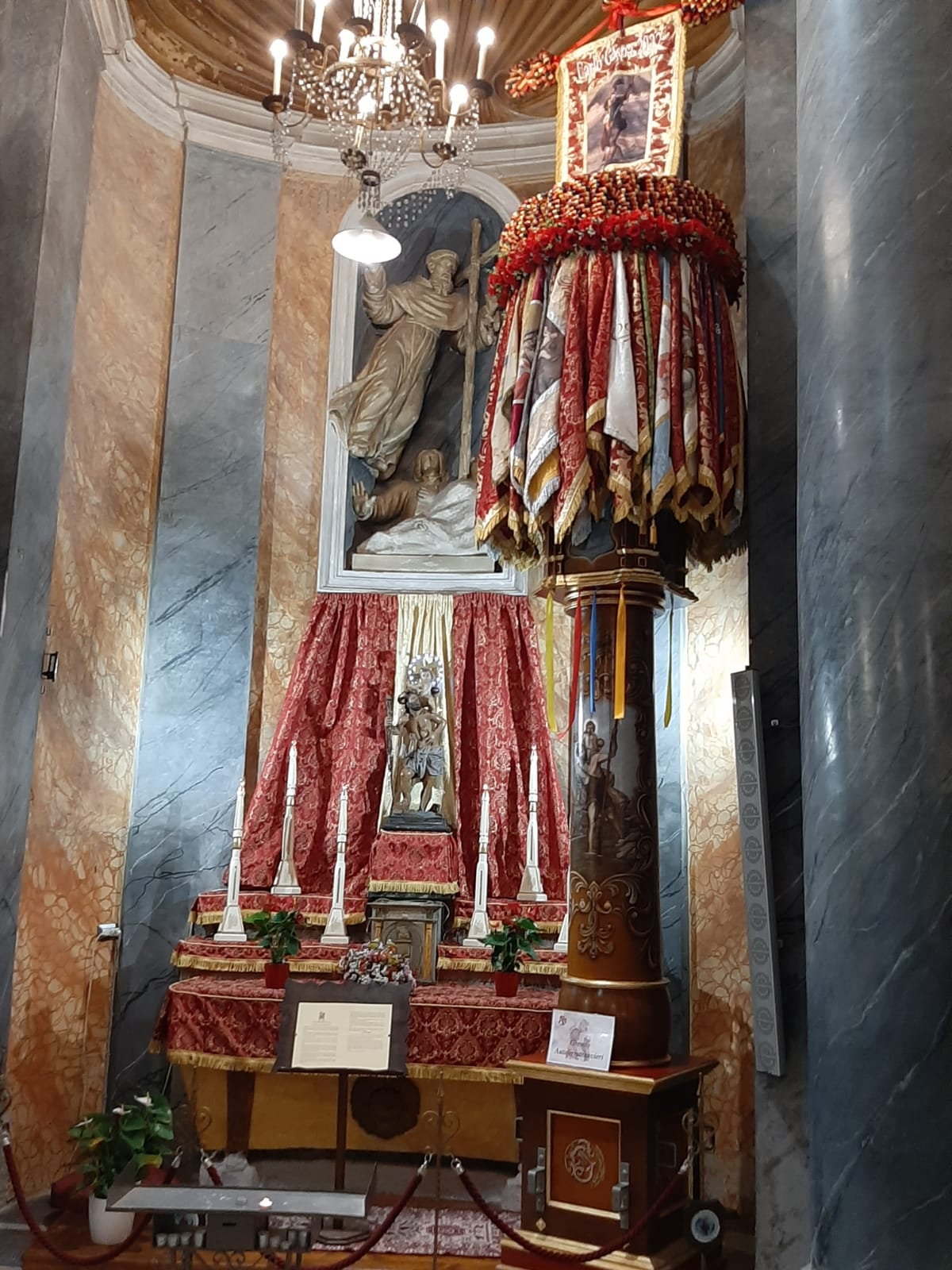
La Cappella del Gremio a Santa Maria di Betlem

La festa piccola è dedicata al compatrono San Giuseppe da Copertino e viene celebrata il terzo sabato di settembre.

## Bandiera
La bandiera del Gremio è di colore rosso vermiglio con gallone dorati al bordo e ha impressa l'immagine di San Cristoforo e lo stemma del gremio (rotaia, ruota di treno alata e pneumatico di autobus). All'apice il puntale raffigurante il santo patrono.

## Cappella
La cappella si trova in Santa Maria di Betlem, sotto la grande cupola della chiesa, ed è dedicata a San Giuseppe da Copertino.
Costruita durante gli ottocenteschi di Francesco Cano, è caratterizzata dal bassorilievo di San Giuseppe da Copertino nell'atto di volare. 
Sull'altare si trova un simulacro di San Cristoforo e dal 2022 ospita anche il candeliere del gremio.

## Candeliere
Il candeliere è stato realizzato nel 2021 ad opera dell'artigiano Ruocco e del pittore Pasca.

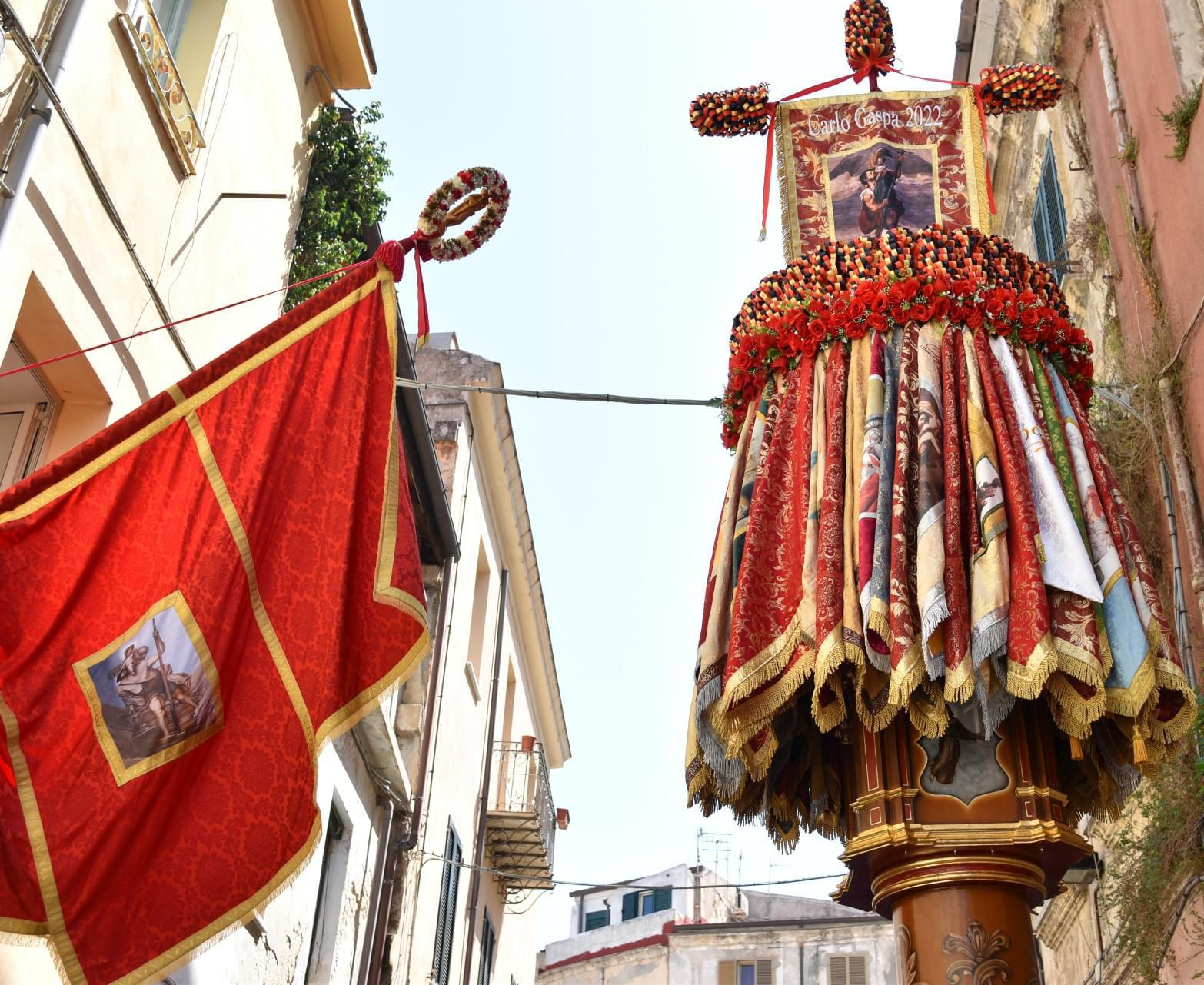
Il Candeliere e la Bandiera durante la vestizione del 2022, alla prima partecipazione alla Discesa.

### Base
La base del candeliere è semplice, di forma quadrangolare e di color tabacco, con al centro di ogni facciata il monogramma SC, in ricordo del santo patrono, cinto da una mezza ruota e dalla palma del martirio.

### Fusto
Il fusto è di color tabacco e presenta alla base una bombatura a forma di botte, a ricordo del fatto che San Cristoforo è protettore anche dei Bottai.
Sul lato principale, circondato da un prezioso arabesco fitomorfo tono su tono, si trova il dipinto di San Cristoforo nell'atto di attraversare il Giordano con in braccio Gesù Bambino.
Sul retro lo stemma del Gremio (uno pneumatico e una ruota di treno alata su rotaia) con il motto "FIDENTER PROCEDE".

### Capitello
Il capitello, ispirato allo stile liberty, a ricordo delle stazioni ferroviarie del periodo di fondazione del gremio, è quadrangolare. Ogni facciata è valorizzata ad angolo da due lesene con capitello in stile composito dorate.
Nei riquadri delle facciate sono rappresentati San Giuseppe da Copertino, Santa Francesca Romana, San Raffaele Arcangelo e San Giacomo Maggiore.

## Divisa
I gremianti indossano un abito di foggia novecentesca, caratterizzato da passamanerie dorate, in decorazione delle maniche e delle asole, e da un gilet in damasco rosso in ricordo della Bandiera del Gremio. Tutti indossano guanti e papillon neri.